# Vermiculum

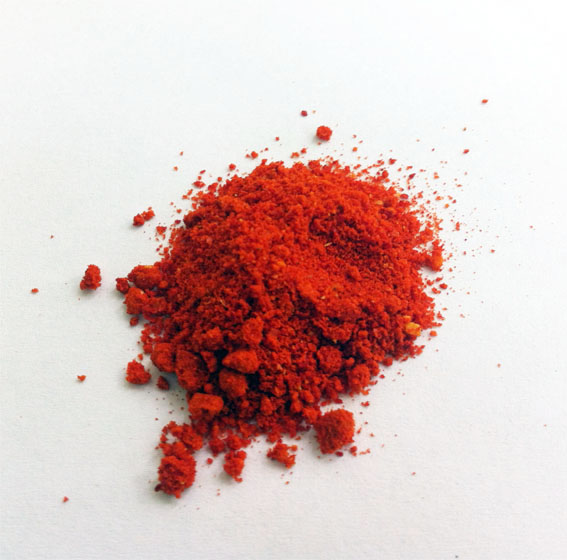
Vermiculum

Vermiculum ist ein warm-orangerotes Pigment, das in frühmittelalterlicher Buchmalerei verwendet wurde. Anweisungen, wie Vermiculum aus dem Farbstoff Kermes herzustellen ist, sind in mittelalterlichen Quellen zwar nicht ausfindig zu machen, können aber durch Vergleiche mit Farbschichten in Werken der Buchmalerei rekonstruiert werden: Man behandelt das aus Schildläusen hergestellte Kermes mit Essig oder Zitronensaft.
Der Name Vermiculum könnte auf einem Missverständnis beruhen: Kermes wurde aus Galläpfeln hergestellt, die entstehen, wenn die Schildlaus Coccus illicis die Eiche Quercus coccifera befällt. Das griechische Wort κοκκος bedeutet Beere. Ein frühchristlicher Beobachter erkannte, dass die Galläpfel keine Frucht sind, sondern tierischen Ursprungs und benannte sie daher lateinisch als vermiculum (kleiner Wurm).